# Nationalisme corse
 (novembre 2012).
Si vous disposez d'ouvrages ou d'articles de référence ou si vous connaissez des sites web de qualité traitant du thème abordé ici, merci de compléter l'article en donnant les références utiles à sa vérifiabilité et en les liant à la section « Notes et références ».
Le nationalisme corse est un mouvement politique, culturel et social qui proclame que la Corse constitue une nation et revendique son autonomie ou même son indépendance. Cet article traite du nationalisme corse aux XXe et XXIe siècles.

## Histoire

### Proto-nationalisme
La spécificité corse remonte au XVIIIe siècle, lorsque l'île fut disputée entre la république de Gênes et la rébellion. En 1729, la guerre d'indépendance corse éclate. Un royaume de Corse est fondé en 1736 avant de disparaître en 1740. Jean-Pierre Gaffory, alors général de la nation chef des insurgés contre Gênes est alors le meneur de la lutte pour l'indépendance et parvient à reprendre une grande partie de la Corse avec l'appui de Domenico Rivarola. Gaffory est tué en 1753, sans remplaçant pendant deux ans.
Pascal Paoli retourna en Corse en 1755, remplaçant Gaffory, et mène la rébellion des Corses contre les différentes puissances étrangères qui se disputaient l'île, fondant un État indépendant de courte durée gouverné depuis Corte. Inspiré par les idées politiques des Lumières, alors en vogue en Europe, Paoli instaura une république constitutionnelle libérale : une assemblée délibérante, la Diète, était élue au suffrage universel masculin, des éléments suggérant l'existence du suffrage féminin (à condition que les femmes soient cheffes de famille). L'exercice pratique du gouvernement constitutionnel éclairé par Paoli s'inspira de penseurs tels que Voltaire et Rousseau, mais les inspira également à leur tour, étant le seul exemple de leurs philosophies politiques mises en pratique jusqu'à la Révolution américaine, une décennie plus tard. La conquête française de 1767 mit fin à cette expérience (à l'exception d'une brève séparation de la France sous l'autorité britannique pendant les guerres de la Révolution française), et l'île fut incorporée au royaume de France. Le souvenir de cette brève période d'autonomie allait inspirer les mouvements régionalistes et nationalistes ultérieurs, même si de nombreuses élites instruites de Corse acceptèrent une place dans l'État français, Napoléon Bonaparte devenant le chef de l'État français moins de trente ans après la conquête de l'île par la France.

### Fin de siècle et entre-deux-guerres (1890-1940)
Comme pour la plupart des mouvements nationalistes et séparatistes européens, les années 1890 virent naître les prémices d'une prise de conscience d'un mode de vie régional distinct et les premières idées selon lesquelles la culture régionale devait se refléter dans des institutions politiques distinctes. Alors que la Corse était en pleine dépression agricole, mal gérée par de puissants chefs politiques locaux, soumise à une émigration massive qui dévastait les communautés rurales et de plus en plus confrontée à la culture de l'État français (qui encourageait l'assimilation culturelle et la centralisation administrative, par la mise en place d'un système scolaire laïc national), naquit un mouvement de défense de la langue et du mode de vie corses, parlant une langue italo-dalmate et profondément religieux à l'époque.
Le premier groupe à le faire se forma en 1896 autour du journal A Tramontana (« Au-delà des montagnes »), mais ce petit groupe d'intellectuels resta minoritaire dans le paysage politique de l'époque. Une nouvelle génération reprit le flambeau avec la fondation du journal A Cispra en 1914, qui formula les premières revendications d'un séparatisme politique corse : « La Corse n'est pas un département français. C'est une nation conquise et qui se relèvera.»
C'est la Première Guerre mondiale qui a donné un essor à ces idées jusque-là marginales. La conscription a davantage touché les communautés agraires que les communautés industrielles, et le nombre de morts dans les régions rurales françaises a par conséquent été supérieur à la moyenne nationale, la Corse étant le département affichant le plus fort taux de victimes par habitant : le traumatisme de la perte d'une douzaine de jeunes hommes dans un petit village a amené de nombreux Corses à remettre en question l'État français. Pour certains, cela a suscité le désir d'une plus grande décentralisation administrative au sein de la République française (ce fut l'objet des États généraux de Corse, une conférence tenue à Ajaccio en 1934), pour quelques-uns, cela a suscité le désir d'œuvrer à la création d'un État corse indépendant, et pour d'autres encore, cela, conjugué à la perception d'une Italie voisine en pleine régénération sous un régime moderne et dynamique, a suscité le désir d'intégration à l'Italie fasciste. Ces différentes idées étaient centrées sur le journal nationaliste corse A Muvra (Le Moufflon). L'hostilité envers l'État français s'est accrue à la suite des opérations militaires menées sur l'île en 1930 pour éradiquer le bandit populaire, Spada.
Pour le XXe siècle, des initiatives corsistes et autonomistes apparaissent dès 1914, par exemple avec la création par de la revue A Cispra — dont un seul numéro paraît — par Xavier Paoli et Jacques Toussaint Versini. Toutefois, l'initiative la plus notoire et notable est le journal A Muvra, fondé par Petru Rocca en 1920. Ce journal donne naissance à un véritable mouvement politique et culturel — les muvristes — et devient dès 1923 l'organe de presse officiel du Partitu Corsu d'Azione (PCA), lui aussi fondé par Petru Rocca sur le modèle du Partito Sardo d'Azione.
Le mouvement muvriste est principalement issu de la petite bourgeoisie avec une forte proportion d'italophiles et de réactionnaires. Une partie du mouvement se tourne rapidement vers l'irrédentisme et reçoit des subsides de l'Italie fasciste ce qui conduit à une marginalisation progressive du journal en Corse et à son interdiction dès le 3 septembre 1939 lorsque la Seconde Guerre mondiale débute. Son impact s'avère assez limité sur le plan politique, notamment en raison de son tournant irrédentiste rejeté par la société corse qui adhère alors massivement au patriotisme français de la Première Guerre mondiale,. Néanmoins, sur le plan culturel, Petru Rocca et le mouvement muvriste posent aussi les bases du Riacquistu des années 1970, non seulement par une importante production en langue corse, mais aussi par une première expression de revendications telles que la demande de reconnaissance du peuple et de sa langue ou encore la réouverture de l'université de Corte.
Le nationalisme corse était un mouvement minoritaire durant ces décennies, et de nombreux Corses participèrent à la vie de l'État français en tant qu'administrateurs, soldats, policiers et plusieurs ministres ; en effet, durant l'entre-deux-guerres, certaines des figures politiques les plus importantes au sein des organisations politiques nationales françaises étaient des Corses (tels que Jean Chiappe, Horace Carbuccia, François Piétri, Cesar Campinchi, Gabriel Péri). Cependant, le travail des groupes intellectuels, culturels et politiques plus petits constitua la préhistoire du mouvement nationaliste moderne qui allait trouver un large public après la crise politique de 1958 .

### La Corse des années 1960
À la fin des années 1950, la démographie et l'économie insulaires atteignent leurs plus bas niveaux. Depuis la fin du XIXe siècle, la Corse continue de se dépeupler en cumulant une situation démographique inquiétante ainsi qu'un retard immense en termes d'industrie et d'infrastructure.
C'est alors que surviennent deux chocs qui vont profondément bouleverser la société corse.
Le premier est l'effondrement de l'Empire colonial français. La Coloniale est en effet devenue l'un des principaux débouchés pour les Corses qui représentent, au début des années 1920, 20 % de l'administration coloniale, alors qu'ils ne représentent qu'1 % de la population métropolitaine[réf. nécessaire]. La fin de l'Empire prive la jeunesse corse des perspectives de ses aînés et entraîne le retour forcé d'un certain nombre d'entre eux sur l'île. Cette situation entraîne l'apparition de mouvements régionalistes[réf. nécessaire], tentant de redonner des perspectives à un peuple en manque de repères. Lors des soulèvements en Algérie en 1958 et 1961, la Corse est le seul département métropolitain à avoir « fait sécession », au niveau d'une partie de ses autorités, pour rejoindre les colons insurgés[réf. nécessaire].
Le second choc est l'arrivée des Français rapatriés des anciennes possessions africaines, auxquels l'État octroie majoritairement des terres dans la Plaine orientale. Au début des années 1960, avant l'arrivée des rapatriés d'Algérie, ils représentent environ 10 % de la population insulaire[réf. nécessaire].

### Les premiers mouvements régionalistes
En 1959 est fondé le Mouvement du 29 novembre, qui organise des mobilisations très suivies pour un aménagement de fiscalité, contre la vie chère et contre l'abandon des réseaux de transports.
Nombreux sont alors les Corses à prendre conscience du déclin démographique et du délabrement économique de l'île. Ces mouvements sont à l'origine d'un important renouveau de la langue corse et d'un travail de promotion des anciennes traditions culturelles corses.
Mai 1962 est une date cruciale pour l'histoire de l'île et pour les nationalistes corses. La France négocie la paix (accords d'Évian) avec le FLN algérien, mettant fin à la guerre d'Algérie après huit ans de guérilla sanglante. Plus d'un million de Français implantés en Algérie coloniale depuis des générations sont contraints à l'exil, dont 17 000 viennent s'installer en Corse. Parmi eux se trouvaient des vignerons ayant perdu leurs terres et qui ont reçu des subventions de l'État pour acquérir une superficie nécessaire à la culture de la vigne.
Après le Front régionaliste corse (FRC) surtout de racines parisiennes, se créa à Vizzavona l'Action régionaliste corse (ARC) en 1970, qui demande à l'État français la prise en compte des difficultés économiques de l'île ainsi que de ses spécificités culturelles, notamment linguistiques, grandement menacées par l'absence de la langue corse dans l'administration et l'éducation, et l'exode rural. Ces mouvements demandent donc aussi la protection, la diffusion et l'enseignement de la langue corse.
La situation économique et démographique de l'île est exposée dans un essai, Main basse sur une île, paru en 1971, dans laquelle les auteurs, membres du FRC, comparent la Corse à une colonie.
Mais ces mouvements estiment que leurs revendications sont ignorées et voient dans le traitement que l'État réserve aux rapatriés des colonies un signe de mépris. Ils soulignent que la Corse est traitée comme une « terre vierge » où il n'est pas besoin de consulter la population locale sur les rapatriements et critiquent les soutiens financiers accordés aux nouveaux arrivants (ainsi par exemple que la création de la Société de mise en valeur agricole de la Corse (SOMIVAC), chargée de la mise en valeur de la plaine agricole).

### L'affaire d'Aléria et la naissance du FLNC
Dans une situation qu'elle estime fermée, l'Action régionaliste corse (ARC) décide de choisir des moyens d'actions plus radicaux.
Le 21 août 1975, une vingtaine de ses membres, emmenés par Edmond Simeoni, dirigeant de l'Azzione per a rinascita di a Corsica (ARC), occupent la cave Depeille, du nom d'un exploitant d'origine pied-noir installé dans la plaine orientale, près d'Aléria. Équipés de fusils et d'une mitrailleuse, ils veulent enfin attirer l'attention du public sur la situation de l'île et notamment sa situation agricole. Ils dénoncent la mainmise sur une partie des terres de la plaine orientale de quelques familles « pieds-noirs ». Le ministre de l'Intérieur Michel Poniatowski envoie 2 000 CRS et des gendarmes mobiles épaulés de véhicules blindés légers, et ordonne l'assaut le mercredi 22 août vers 16 h. Deux gendarmes sont tués au cours de l'affrontement. Le conseil des ministres suivant, le mercredi 29 août, ordonne la dissolution de l'ARC. La tension monte rapidement dans Bastia et des échauffourées éclatent en fin d'après-midi. Elles se transforment en émeutes à la nuit tombée et de nombreuses fusillades ont lieu : un CRS sera tué et de très nombreux blessés.
Cette affaire marque le début de la radicalisation des mouvements nationalistes, dont les revendications évoluent pour exiger l'indépendance de l'île, et forcent les gouvernements successifs à prendre en compte la « question corse ».
Quelques mois plus tard, dans la nuit du 4 au 5 mai 1976, des militants nationalistes créent le Front de libération nationale de la Corse (FLNC) à partir du Fronte paesanu di liberazone di a Corsica (FPCL), responsable du plasticage d'un bateau italien pollueur, et de Ghjustizia paolina, l'organisation clandestine supposée être une antenne armée de l'ARC. Cette naissance est marquée par une série d'attentats en Corse et sur le continent. Ils tiennent une conférence de presse au couvent Saint-Antoine de Casabianca, lieu hautement symbolique puisque c'est là qu'avait été votée la Constitution corse et que Pascal Paoli avait proclamé l'indépendance en 1755.

### Des années 1970 à 2000, une histoire marquée par la violence
De 1975 à la fin des années 2000, les attentats (plasticages ou mitraillages) sont quasi quotidiens en Corse, majoritairement la nuit. Ils sont revendiqués par le FLNC et divers groupes dissidents, certains ont cependant des motivations crapuleuses éloignées de la politique. Les nuits bleues caractérisées par de multiples attentats simultanés et localisés sur l'ensemble de l'île attirent l'attention des médias.
L'assassinat de Claude Érignac, préfet de Corse et de Corse-du-Sud, survenu le 6 février 1998, est la plus grave atteinte à l'autorité de l’État en Corse.
À partir de la fin des années 2000, les attentats deviennent plus rares sans disparaître totalement.

### Depuis les années 2000, un poids politique grandissant
La coalition Unione Naziunale a remporté 17,34 % des suffrages aux élections territoriales de 2004. Aux élections territoriales de 2010, les listes nationalistes corses totalisent 35,74 % des voix au second tour : les autonomistes de Femu a Corsica conduits par Gilles Simeoni et Jean-Christophe Angelini récoltant 25,89 % des suffrages et les indépendantistes de Corsica Libera menés par Jean-Guy Talamoni recevant 9,85 % des voix.
Le 30 mars 2014, Gilles Simeoni remporte la mairie de Bastia devenant le premier nationaliste à diriger une grande ville. Les nationalistes conservent la mairie aux élections municipales de 2020, et conquièrent Porto-Vecchio (3e ville de l'île) ainsi que plusieurs autres communes.
Aux élections territoriales de 2015, la coalition « Pè a Corsica » (fusion des autonomistes de Femu a Corsica et des indépendantistes de Corsica Libera) remporte le second tour en totalisant 35,34 % des voix. Cette victoire historique porte pour la première fois les nationalistes à la tête Collectivité territoriale de Corse. Ils sont désormais la première force politique de l'île. Cette situation est de nouveau confirmée lors des élections territoriales de 2017 et de 2021.
Lors des élections législatives françaises de 2017, trois députés issus des rangs de Pè a Corsica sont élus à l'Assemblée nationale sur les quatre que compte la Corse : Paul-André Colombani en Corse-du-Sud, Michel Castellani et Jean-Félix Acquaviva en Haute-Corse.
Le 30 juillet 2025, le conseil des ministres adopte, le projet de loi constitutionnelle portant sur le statut d’autonomie de la Corse au sein de la République française. Pour être adoptée, cette réforme constitutionnelle doit être votée, par l’Assemblée nationale, et puis le Sénat, puis, lors de leur réunion en Congrès.

## Tendances du nationalisme corse
Le nationalisme corse, dans son histoire, s'est retrouvé avec plusieurs tendances et des positionnement politiques différents. Également la stratégie n'est également pas la même.
- Un nationalisme autonomiste, défendant une plus grande autonomie de la Corse vis-à-vis du pouvoir central, tout en restant membre de la République française.

- Un nationalisme indépendantiste, prônant une indépendance totale de la Corse vis-à-vis des autres nations, mettant l'accent sur la singularité de l'histoire de la Corse.

- Un nationalisme corse pro-italien, mettant l'accent sur le nationalisme ethnique et la proximité historique, ethnique, géographique, culturelle et linguistique entre la Corse et l'Italie. Cette version lie le nationalisme corse au nationalisme italien.

### Factions
- Cyrneisme (apolitique) : un mouvement culturel – mais non militant – des années 1920 qui soutenait la conservation de la langue et de la culture corse face à la francisation, dont l'arme de résistance était la littérature en langue corse et la défense culturelle par les lettres et les arts.
- Muvrisme (extrême droite) : du nom de la revue A Muvra, les muvristes étaient des nationalistes ethniques, conservateurs, anticommunistes de base autonomistes, puis indépendantistes, considéraient le peuple corse comme une « race » et défendaient vigoureusement la tradition et la culture corse. Dans les années 1930, les Muvristes ont adopté des positions pro-italiennes et irrédentistes, favorables à l'invasion italienne de l'Éthiopie, devenant farouchement anti-français et antisémite puis collaborationistes.
- Le Simeonisme (gauche) : le Simeonisme (du nom d'Edmond Simeoni) est la tendance culturelle du nationalisme corse. Rattaché à gauche, le Simeonisme est pour la corsisation des emplois, la défense de la culture corse, l'autonomisme et l'aide au logement, le Simeonisme est antiraciste et égalitaire.
- Le Palatinisme (droite): du nom de l'Association Palatinu, est une tendance ethno-nationaliste et libérale-conservatrice, soutenant l'autonomisme, l'opposition à l'immigration et au renouveau culturel corse. Le Palatinisme s'oppose au jacobinisme, mais il n'est pas hostile envers la France.

## Les thématiques du nationalisme corse

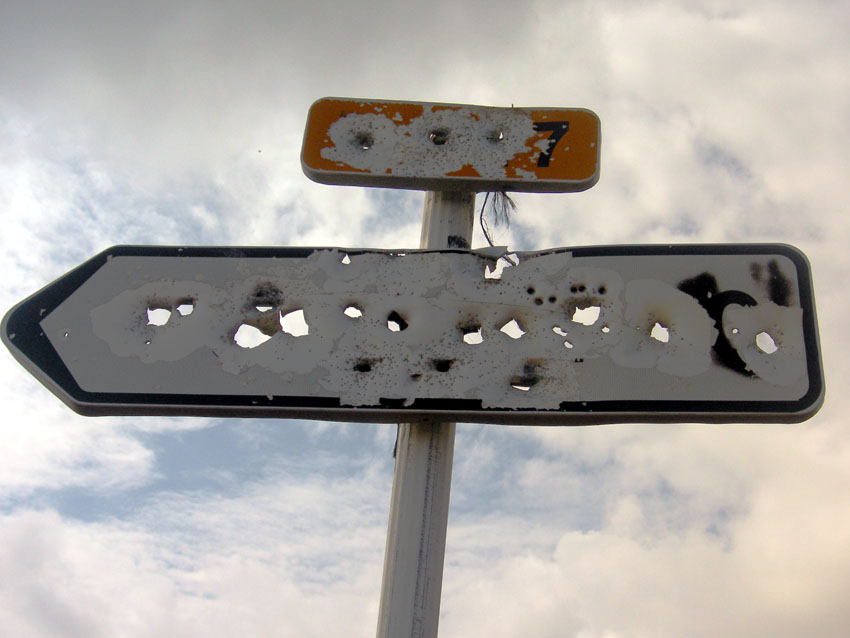
Un panneau directionnel criblé de balles.

- la souveraineté politique de la Corse : l'autonomie ou l'indépendance par rapport à l'État français. La levée d'un impôt révolutionnaire parallèle a été pratiquée par le mouvement dès les années 1980, et continue d'être pratiquée par le FLNC Union des combattants. Les attentats contre les structures de l'État ont été constants : attaques contre les préfectures, les prisons, les perceptions, la présence des camps militaires, assassinat du préfet Érignac, etc. Mais plus nombreux sont les plasticages de demeures particulières appartenant essentiellement à des continentaux ;
- la promotion de la langue corse et son apprentissage obligatoire en Corse ; ce concept est largement étendu au-delà des simples nationalistes ;
- la limitation des infrastructures touristiques, et des politiques promouvant le tourisme, et leur substitution par un développement économique durable ;
- le respect des permis de construire ;
- le respect du littoral (loi littoral) ;
- la reconnaissance du statut de prisonnier politique pour les personnes du mouvement nationaliste corse incarcérées y compris pour celles ayant commis des actes pouvant être assimilés à des délits de droit commun.

### Positionnement idéologique
Bien que de nombreux courants idéologiques soient présents au sein des différents mouvements, groupes et partis se réclamant du nationalisme corse à travers les périodes (communisme, socialisme à nationalisme de droite), les mouvements peuvent être positionnés au centre, à l'extrême droite, à l'extrême gauche ou à gauche,,,,,,

### Le nationalisme corse et l'investissement international
La côte corse est moins urbanisée que le littoral méditerranéen de la France continentale, notamment du fait d'attentats attribués au mouvement nationaliste contre de nombreuses habitations des non-autochtones,.
U Rinnovu, un mouvement nationaliste corse généralement désigné comme proche du FLNC du 22 octobre, qualifie d'« hérésie » et de « contresens économique » la construction de villas au profit de non-résidents. Le slogan Vergogna à tè chì vendi a terra (« Honte à toi qui vends la terre ») est également le titre d'une chanson, et un hymne de ralliement aux nationalistes.
Lors du processus de Matignon sous l'égide du gouvernement Jospin, l'article 12 des accords de Matignon prévoyait une adaptation de la loi littoral pour rendre plus facile la délivrance de permis de construire sur le littoral corse. Le jour de l'examen de cet article à l'Assemblée Nationale, les militants de l'organisation A Manca Naziunale ont encerclé la villa d'André Tarallo, le monsieur Afrique d'Elf, située à Piantaredda, en protestation contre l'octroi de permis de construire contestés. L'article a cependant été rejeté par la suite.

### Un exemple de tract
Tract du FLNC contre la vente de villas à la clientèle internationale, laissé sur les lieux de la régie publicitaire du journal Nice-Matin :
ACHETEURS Allemands, Anglais, Français, Néerlandais… recherchent entre particuliers, maisons, appartements, terrains. […] Villas, maisons de village (achat) Recherche entre particuliers : villa, propriété, appartement, terrain, commerce, (…) pour clientèle internationale. Vendeurs : […]. Acheteurs internet […]
Par ces annonces vous participez à la spoliation de notre terre. Nous ne l'accepterons plus.
Cela étant la dénonciation d'un mouvement qui loin de se cantonner à la Corse, touche l'Europe tout entière, apparaît comme inefficace puisque ce sont des Corses qui vendent des terres et qui espèrent en tirer un bénéfice maximum quitte à protester lorsque voulant acheter un nouveau bien ils se heurtent à une hausse de l'immobilier à laquelle ils ont peu ou prou contribué.
Une étude plus fine des prix, de l'offre et de la demande démontre qu'aujourd'hui c'est la génération du baby boom qui, prenant sa retraite, cherche des lieux de retraite les plus ensoleillés possible. Ce sont bien souvent les Corses du continent qui achètent des biens sur leur terre d'origine. Appartenant pour beaucoup à la moyenne bourgeoisie et à cette génération qui a profité de l'expansion d'après guerre, elle est capable d'offrir des sommes qui font flamber le marché.
La véritable question qui concerne le foncier en Corse est celle de la disparition des arrêtés Miot promulgués sous le premier Empire et qui, entre autres mesures, exonèrent les successions immobilières de tous droits et acceptent l'indivision. La fin des arrêtés Miot pourrait bien ouvrir la voie à une spéculation effrénée.

## Slogans
- Libertà Ghjè Ora - (la liberté c'est maintenant)
- Evviva U populu corsu - (Vive le peuple corse)
- Evviva U Fronte - (Vive le Front)
- À populu fattu, bisogna à marchja - (Pour faire le peuple, il faut marcher)
- Vergogna à tè chì vendi a terra - (Honte à toi qui vend la terre)
- A Droga Fora - (La drogue dehors)
- A Francia Fora/I Francesi Fora - (La France dehors/Les français dehors)

## Partis politiques nationalistes

### Actuelles
- Femu a Corsica – Autonomiste de centre
- PNC – Autonomiste de centre-droit
- Core in Fronte – Indépendantiste d'extrême gauche
- Corsica Libera – Indépendantiste, Attrape-tout
- Nazione – Indépendantiste, Attrape-tout
- Forza Nova – Indépendantiste d'extrême droite
- Mossa Palatina – Autonomiste de droite à extrême droite

### Anciennement
- Muvimentu per l'Autodeterminazione – Indépendantiste
- A cuncolta independentista – Indépendantiste
- Action régionaliste corse – Gauche autonomiste
- Corsica nazione indipendente – Indépendantiste
- Indipendenza – Indépendantiste
- Corsica Nazione – Indépendantiste
- Parti autonomiste corse – Extrême droite, pro-fasciste
- Parti d'action corse – Extrême droite autonomiste

## Autres organisations nationalistes actuelles

### Syndicats
- Syndicat des travailleurs corses (syndicat)
- Ghjuventù Paolina (syndicat étudiant de l'université de Corse)
- Ghjuventù Indipendentista (mouvement de jeunesse et syndicat étudiant)

### Associations culturelles
- Associazione italo-corsa Pasquale Paoli (Groupe italo-corse établi en Italie)

## Les personnalités du mouvement
- Ghjuvan Battista Acquaviva (1960-1987).
- Jean-Félix Acquaviva (1973-).
- Pierre Albertini (1961-1995).
- Pantaléon Alessandri (1954-)[réf. nécessaire].
- Pierre Alessandri (1959-)[réf. nécessaire].
- François Alfonsi (1953-).
- Stéphane Amati (1972-2006)[réf. nécessaire].
- Jean-Christophe Angelini (1975-).
- Ghjuvan Filippu Antolini (1971-)[réf. nécessaire].
- Jean-Baptiste Arena (-) [20],[21]
- Léo Battesti (1953-).
- Nicolas Battini (1993-)
- Félix Benedetti (1971-)[réf. nécessaire].
- Paul-Félix Benedetti (1966-)[réf. nécessaire].
- Jean Biancucci (-) [22],[23]
- Vanina Borromei (-) [24]
- Victoire Canale (1947-2003)[réf. nécessaire].
- Stefanu Cardi (-1984)[réf. nécessaire].
- Jean-François Casalta (-) [25],[26]
- Gilbert Casanova (1950-).
- Michel Castellani (1945-).
- Paul-André Colombani (1967-).
- Romain Colonna (-)[réf. nécessaire].
- Yvan Colonna (1960-2022).
- Bianca Fazi (-)[réf. nécessaire].
- Alain Ferrandi (1961-)[réf. nécessaire].
- Josepha Giacometti-Piredda (-)[réf. nécessaire].
- Marie-France Giovannangeli (1964-2023)[réf. nécessaire].
- Lauda Guidicelli (-)[réf. nécessaire].
- Marcel Lorenzoni (1944-2000).
- Natale Luciani (1949-2003)[réf. nécessaire].
- Yves Manunta (1961-2012)[réf. nécessaire].
- Marie-Hélène Mattei (1956-)[réf. nécessaire].
- Marie-Antoinette Maupertuis (1967-).
- Jean-André Miniconi (-)[réf. nécessaire].
- Nicolas Montigny (1974-2001)[réf. nécessaire].
- Michel Moretti (-2008)[réf. nécessaire].
- Frank Muzy (1957-1994)[réf. nécessaire].
- Antoine Nivaggioni (1961-2010)[réf. nécessaire].
- Nadine Nivaggioni (-)[réf. nécessaire].
- Alain Orsoni (1954-).
- Guy Orsoni (1958-1983).
- Bernard Pantalacci (1952-)[réf. nécessaire].
- Pierre Paoli (1952-)[réf. nécessaire].
- Paul-Toussaint Parigi (1966-).
- Jo Peraldi (1941-).
- Charles Pieri (1950-).
- Véronique Pietri (-)[réf. nécessaire].
- Pierre Poggioli (1950-).
- Jean-Marie Poli (1957-2017)[réf. nécessaire].
- Louis Pozzo di Borgo (1977-)[réf. nécessaire].
- Paul Quastana (-)[réf. nécessaire].
- Jean-Michel Rossi (1956-2000).
- François Santoni (1960-2001).
- Pierre Savelli (1959-)[réf. nécessaire].
- Antoine Schinto (1962-2006)[réf. nécessaire].
- Edmond Simeoni (1934-2018).
- Gilles Simeoni (1967-).
- Max Simeoni (1929-2023).
- Robert Sozzi (1965-1993)[réf. nécessaire].
- Vincent Stagnara (1950-2010)[réf. nécessaire].
- Yves Stella (1942-2012)[réf. nécessaire].
- Massimu Susini (1983-2019)[réf. nécessaire].
- Jean-Guy Talamoni (1960-).
- Ange-Marie Tiberi (1953-2007)[réf. nécessaire].
- Julia Tiberi (-)[réf. nécessaire].
- Petru Antone Tomasi (-)[réf. nécessaire].
- Hyacinthe Vanni (-)[réf. nécessaire].
- Lisandru Vincenti (1982-2006)[réf. nécessaire].

## Chronologie
- années 1940 : Charles Giudicelli crée l'Association des patriotes corses qui donne naissance à l’organisation Combat, en juillet 1941[27] ;
- 1955 : le ministre Édouard Corniglion-Molinier envisage de fermer la ligne de Ponte-Leccia à Calvi ;
- début 1957 : l'État français fonde la SOMIVAC (Société pour la Mise en Valeur de la Corse) pour aménager la plaine orientale d'Aléria[28].
- 4 octobre 1959 : plusieurs forces politiques veulent créer un Mouvement du 29 novembre ;
- 29 novembre 1959 : fondation officielle du Mouvement du 29 novembre ;
- mai 1960, Michel Debré annonce un site d'expérimentation nucléaire à l'Argentella ;
- juin 1960 : le site d'expérimentation nucléaire abandonné ;
- automne 1961 : le mouvement négocie un statut fiscal pour les petites entreprises ;
- 13 décembre 1961 : grève générale des Corses lancée par le Mouvement du 29 novembre ;
- 1963 : 1er congrès de l'Union Nationale des Étudiants Corses, Charles Santoni fonde "Union Corse - l’Avenir" à Paris[29] ;
- 1964 : Max Simeoni et Paul-Marc Seta fondent le "Comité d'Etude et de Défense des Intérêts de la Corse"[29] ;
- 1964-1965 : trois-quarts des terres de la Plaine d'Aléria ont été distribuées aux pied-noirs[30] ;
- 1965 : la mine polluante de Canari ferme, après les mobilisations ;
- 1967 : l'Action régionaliste corse nait d'une scission du Front Régionaliste Corse (FRC) ;
- 1971 : ouverture du Parc naturel régional de Corse (PNRC)[31] ;
- 1972 : « affaire des boues rouges » de la Montedison au large du Cap Corse. Un commando dynamite le navire pollueur ;
- 1974 : création à Nice d'U Ribombu par les étudiants du syndicat CSC (Cunsulta di i Studienti Corsi) ;
- août 1975 : congrès de l'Action régionaliste corse (ARC) à Corte, les propos d'Edmond Simeoni sur les soupçons d'escroquerie vinicole par les rapatriés d'Algérie[32] inquiètent le préfet de Corse ;
- 1975 : l'Action régionaliste corse devient l'Action pour la renaissance de la Corse, dissoute après les événements d'Aléria[33] ;
- 21 août 1975 : une douzaine d'hommes occupent la ferme d'un viticulteur pied-noir d'Aléria, Henri Depeille ;
- 22 août : assaut des policiers, Pierrot Susini a le pied arraché par une grenade lacrymogène, deux gendarmes sont tués[34] par la même balle ;
- 19 novembre 1975, les viticulteurs Depeille, Siegel, Junqua, et Cuaz condamnés pour infraction aux lois sur les sociétés ;
- 1976 : l'Associu di i Patriotti Corsi (APC) fondée pour préparer le procès d'Aléria ;
- 14 juillet 1977 : Max Simeoni fonde l'Union du peuple corse (UPC) qui succède à l'APC ;
- mai 1976 : peu après la condamnation de Simeoni, d'anciens du commando d'Aléria créent le Front de libération nationale corse[35] ;
- mai 1976 : première Nuit bleue corse ;
- 1981 : ouverture de l'Université de Corse Pascal-Paoli à Corte ;
- 1981 : naissance du premier média indépendant, radio Alta Frequenza ;
- 2 octobre 1983 : fondation du Mouvement corse pour l'autodétermination (MCA) ;
- janvier 1987 : le Mouvement corse pour l'autodétermination est dissous, A cuncolta naziunalista lui succède le 28 juin 1987 ;
- 1989 : la Corse est paralysée par 3 mois de grève des fonctionnaires ;
- 1992 : A cuncolta naziunalista contribue à fonder Corsica Nazione.
- 6 février 1998 : assassinat de Claude Érignac, préfet de Corse et de Corse-du-Sud ;
- Juin 1998 : A cuncolta naziunalista devient A cuncolta independentista. Peu après, François Santoni les quitte pour créer Presenza Naziunale ;